# Geitonoplesium
Geitonoplesium es un género monotípico de plantas monocotiledóneas perteneciente a la familia Xanthorrhoeaceae. La única especie del género se llama Geitonoplesium cymosum y se distribuye en las Islas menores de la Sonda a Fiyi y  Victoria (Australia).

## Descripción
Es una planta herbácea perennifolia con la hojas de forma variable, la  lámina ovado-lanceolada a estrecha o lineal, por lo general de 2-10 cm de largo y 3.25 mm de ancho, el ápice agudo, la base redondeada y retorcida en el pecíolo. Las inflorescencias ramificadas, con pedicelos de 5-10 mm de largo. Tépalos 5-10 mm de largo, de color malva a blanco. El fruto es una baya globosa de 10-20 mm de diámetro, negro, con numerosas semillas de color negro.

## Distribución y hábitat
Crece en o cerca de la selva, en el bosque esclerófilo, está muy extendida en los distritos costeros de Queensland en Australia.

## Taxonomía
Geitonoplesium cymosum fue descrita por (R.Br.) A.Cunn. ex R.Br. y publicado en  Botanical Magazine 59: t. 3131, en el año 1832.
Sinonimia
- Eustrephus timorensis Ridl.
- Geitonoplesium asperum A.Cunn. ex R.Br.
- Geitonoplesium cymosum f. album Schlitter
- Geitonoplesium cymosum subsp. asperum (A.Cunn. ex R.Br.) Schlittler
- Geitonoplesium cymosum var. laxiflorum (Hallier f.) Schlitter
- Geitonoplesium cymosum var. paniculatum Schlitter
- Geitonoplesium cymosum f. rubellum Schlitter
- Geitonoplesium cymosum var. timorense (Ridl.) Schlitter
- Geitonoplesium montanum (R.Br.) Kunth
- Geitonoplesium montanum (R. Br.) Hook.
- Luzuriaga cymosa R.Br.
- Luzuriaga laxiflora Hallier f.
- Luzuriaga montana R.Br.
- Luzuriaga timorensis (Ridl.) Hallier f.
- Medeola angustifolia Delile[5]